# Мюнхштайнах
Мюнхштайнах (нем. Münchsteinach) — община в Германии, в земле Бавария.
Подчиняется административному округу Средняя Франкония. Входит в состав района Нойштадт-ан-дер-Айш-Бад-Виндсхайм. Подчиняется управлению Диспекк. Население составляет 1400 человек (на 31 декабря 2010 года). Занимает площадь 29,47 км².
Община подразделяется на 8 административных единиц.

## Население
По оценке на 31 декабря 2015 года население общины Мюнхштайнах составляет 1356 чел. 

| Дата      | 1840 | 1871 | 1900 | 1925 | 1939 | 1950 | 1961 | 1970 | 1987 | 2011 |
| --------- | ---- | ---- | ---- | ---- | ---- | ---- | ---- | ---- | ---- | ---- |
| Население | 1120 | 1170 | 1092 | 998  | 961  | 1337 | 1115 | 1119 | 1329 | 1378 |

| Год       | 1960 | 1970 | 1980 | 1990 | 2000 | 2009 | 2010 | 2011 | 2012 | 2013 | 2014 | 2015 |
| --------- | ---- | ---- | ---- | ---- | ---- | ---- | ---- | ---- | ---- | ---- | ---- | ---- |
| Население | 1106 | 1114 | 1207 | 1408 | 1491 | 1405 | 1400 | 1383 | 1369 | 1377 | 1380 | 1356 |